# الشك (فلم 1941)
الشك (بالإنجليزية: Suspicion) هو فيلم رومانسي تم إنتاجه في الولايات المتحدة وصدر في سنة 1941. الفيلم من إخراج ألفريد هتشكوك.

## طاقم التمثيل
- جوان فونتين
- كاري غرانت

### ترشيحات وجوائز
| السنة | الحدث | الفئة             | النتيجة |
| ----- | ----- | ----------------- | ------- |
|       |       | أوسكار أفضل ممثلة | فوز     |

## الميزانية والإيرادات
بلغت تكلفة إنتاج الفيلم حوالي 1,103,000 دولار بينما حقق أرباحا تقدر بـ 4,500,000 دولار.

## وصلات خارجية
- مقالات تستعمل روابط فنية بلا صلة مع ويكي بيانات

1. ↑  "101 Pix Gross in Millions" Variety 6 Jan 1943 p 58 نسخة محفوظة 17 مارس 2017 على موقع واي باك مشين.
2. ↑  "New York Film Critics Circle Awards: 1941 Awards". New York Film Critics Circle. مؤرشف من الأصل في 2017-11-05. اطلع عليه بتاريخ 2013-01-22.
3. ↑  "The 14th Academy Awards (1942) Nominees and Winners". oscars.org. مؤرشف من الأصل في 2011-07-06. اطلع عليه بتاريخ 2013-01-22.